# Сем Б'юлі
Сем Б'юлі  (англ. Sam Bewley; нар. 22 липня 1987) — новозеландський велогонщик, олімпійський медаліст.

## Виступи на Олімпіадах
| Олімпіада   | Дисципліна                                 | Місце |
| ----------- | ------------------------------------------ | ----- |
| Пекін 2008  | Командна гонка переслідування, 4000 метрів | 3     |
| Лондон 2012 | Командна гонка переслідування, 4000 метрів | 3     |